# Proconeso (ciudad)

Mapa con algunas de las principales colonias griegas de la Propóntide donde figura la ubicación de Proconeso.

Proconeso (en griego, Προκόννησος) era una antigua ciudad griega de la Propóntide, que se situaba en la isla llamada antiguamente con su mismo nombre y actualmente Isla de Mármara, en Turquía.

## Historia
Era reputada en la Antigüedad por sus canteras de mármol.
La ciudad fue fundada por milesios en el siglo VII a. C. Allí nació el poeta Aristeas.
Estrabón habla de una isla de Proconeso antigua —que podría tratarse bien de Ofiusa, bien de Halone— y otra isla «actual» —Mármara—, y añade que esta isla se hallaba «en la travesía costera desde Pario a Príapo», pero en realidad se encontraba pasado Príapo en dirección este. La ciudad, de igual nombre que la isla, se encontraba en el sur de la misma.
En el año 493 a. C., la ciudad fue asolada por una flota de barcos fenicios, aliados del rey persa Darío I.
En el año 410 a. C., una flota ateniense, al mando de Alcibíades, conquistó la isla.
Los cicicenos la ocuparon en el año 360 a. C. y su población fue trasladada  a Cícico. Pausanias indica que cuando los cicicenos obligaron a los de Proconeso a unirse a ellos, se llevaron de la ciudad su estatua de la madre Dindimene, que estaba hecha de oro y con el rostro de marfil procedente de dientes de hipopótamo.